# NWFL Premiership 2022
La NWFL Premiership 2022 è la 10ª edizione del campionato di football americano femminile di primo livello, organizzato dalla BAFA.

## Squadre partecipanti
| Club                    | Città       | Stadio | Sponsor ufficiale | Risultato nella stagione 2019 |
| ----------------------- | ----------- | ------ | ----------------- | ----------------------------- |
| Birmingham Lions        | Birmingham  |        |                   |                               |
| Cheshire Bears          | Tattenhall  |        |                   |                               |
| Hertfordshire Cheetahs  | St Albans   |        |                   |                               |
| Kent Exiles             | Chislehurst |        |                   |                               |
| Leeds Carnegie Chargers | Leeds       |        |                   |                               |
| London Warriors         | Londra      |        |                   |                               |
| Manchester Titans       | Manchester  |        |                   |                               |
| Teesside Steelers       | Billingham  |        |                   |                               |
| Wembley Stallions       | Londra      |        |                   |                               |

## Stagione regolare

### Calendario

#### 1ª giornata

##### Bowl di Londra
| Londra 7 maggio 2022, ore 12:00 | Kent Exiles | 8 – 14 | Hertfordshire Cheetahs | University of Greenwich Southwood Site |

| Londra 7 maggio 2022, ore 12:00 | London Warriors | 14 – 39 | Birmingham Lions | University of Greenwich Southwood Site |

| Londra 7 maggio 2022, ore 14:30 | Birmingham Lions | 48 – 12 | Kent Exiles | University of Greenwich Southwood Site |

| Londra 7 maggio 2022, ore 14:30 | London Warriors | 47 – 6 | Hertfordshire Cheetahs | University of Greenwich Southwood Site |

#### 2ª giornata

##### Bowl di Manchester
| Manchester 21 maggio 2022, ore 12:00 | Cheshire Bears | 13 – 40 | Leeds Carnegie Chargers | Belle Vue Sports Village |

| Manchester 21 maggio 2022, ore 12:00 | Manchester Titans | 35 – 40 | Teesside Steelers | Belle Vue Sports Village |

| Manchester 21 maggio 2022, ore 14:00 | Manchester Titans | 49 – 68 | Leeds Carnegie Chargers | Belle Vue Sports Village |

| Manchester 21 maggio 2022, ore 14:00 | Teesside Steelers | 8 – 28 | Cheshire Bears | Belle Vue Sports Village |

##### Bowl di Birmingham
| Birmingham 21 maggio 2022, ore 12:00 | Birmingham Lions | 1 – 0 (a tavolino) | Wembley Stallions | Avery Fields |

| Birmingham 21 maggio 2022, ore 12:00 | Kent Exiles | 0 – 67 | London Warriors | Avery Fields |

| Birmingham 21 maggio 2022, ore 14:30 | Birmingham Lions | 49 – 0 | Kent Exiles | Avery Fields |

| Birmingham 21 maggio 2022, ore 14:30 | London Warriors | 1 – 0 (a tavolino) | Wembley Stallions | Avery Fields |

#### 3ª giornata
Giornata interamente rinviata.

#### 4ª giornata

##### Bowl di Tattenhall
| Tattenhall 11 giugno 2022, ore 12:00 | Cheshire Bears | 0 – 7 | Manchester Titans | Tattenhall Recreation Club |

| Tattenhall 11 giugno 2022, ore 12:00 | Teesside Steelers | 8 – 38 | Leeds Carnegie Chargers | Tattenhall Recreation Club |

| Tattenhall 11 giugno 2022, ore 14:00 | Cheshire Bears | 0 – 20 | Teesside Steelers | Tattenhall Recreation Club |

| Tattenhall 11 giugno 2022, ore 14:00 | Leeds Carnegie Chargers | 38 – 6 | Manchester Titans | Tattenhall Recreation Club |

##### Bowl di Watford
Incontri inizialmente previsti per il 4 giugno.
| Watford 11 giugno 2022, ore 13:00 | Hertfordshire Cheetahs | 0 – 97 | Birmingham Lions | Sun Postal Sports and Social Club |

| Watford 11 giugno 2022, ore 13:00 | Wembley Stallions | 14 – 26 | Kent Exiles | Sun Postal Sports and Social Club |

| Watford 11 giugno 2022, ore 14:30 | Birmingham Lions | 1 – 0 (a tavolino) | Wembley Stallions | Sun Postal Sports and Social Club |

| Watford 11 giugno 2022, ore 14:30 | Hertfordshire Cheetahs | 2 – 18 | Kent Exiles | Sun Postal Sports and Social Club |

#### 5ª giornata

##### Bowl di Billingham
| Billingham 18 giugno 2022, ore 12:00 | Cheshire Bears | 23 – 20 | Manchester Titans | Billingham Rugby Club |

| Billingham 18 giugno 2022, ore 12:00 | Teesside Steelers | 0 – 12 | Leeds Carnegie Chargers | Billingham Rugby Club |

| Billingham 18 giugno 2022, ore 14:00 | Manchester Titans | 6 – 30 | Leeds Carnegie Chargers | Billingham Rugby Club |

| Billingham 18 giugno 2022, ore 14:00 | Teesside Steelers | 30 – 22 | Cheshire Bears | Billingham Rugby Club |

#### 6ª giornata

##### Bowl di Wembley
| Wembley 25 giugno 2022, ore 12:00 | Hertfordshire Cheetahs | 0 – 36 | Birmingham Lions | London Post Office Sports & Socal Association |

| Wembley 25 giugno 2022, ore 12:00 | Wembley Stallions | 7 – 64 | London Warriors | London Post Office Sports & Socal Association |

| Wembley 25 giugno 2022, ore 14:30 | Birmingham Lions | 29 – 27 | London Warriors | London Post Office Sports & Socal Association |

| Wembley 25 giugno 2022, ore 14:30 | Wembley Stallions | 27 – 8 | Hertfordshire Cheetahs | London Post Office Sports & Socal Association |

#### 7ª giornata

##### Bowl di Chislehurst
| Chislehurst 16 luglio 2022, ore 12:00 | Kent Exiles | 12 – 49 | London Warriors | The Beaverwood Club |

| Chislehurst 16 luglio 2022, ore 12:00 | Wembley Stallions | 23 – 6 | Hertfordshire Cheetahs | The Beaverwood Club |

| Chislehurst 16 luglio 2022, ore 14:30 | Hertfordshire Cheetahs | 0 – 21 | London Warriors | The Beaverwood Club |

| Chislehurst 16 luglio 2022, ore 14:30 | Kent Exiles | 28 – 6 | Wembley Stallions | The Beaverwood Club |

#### 8ª giornata

##### Bowl di Horsforth
| Horsforth 13 agosto 2022, ore 12:00 | Leeds Carnegie Chargers | 48 – 8 | Teesside Steelers | Yarnbury RFC |

| Horsforth 13 agosto 2022, ore 12:00 | Manchester Titans | 26 – 7 | Cheshire Bears | Yarnbury RFC |

| Horsforth 13 agosto 2022, ore 14:30 | Leeds Carnegie Chargers | 35 – 0 | Cheshire Bears | Yarnbury RFC |

| Horsforth 13 agosto 2022, ore 14:00 | Teesside Steelers | 0 – 1 (a tavolino) | Manchester Titans | Yarnbury RFC |

### Classifiche
Le classifiche della regular season sono le seguenti.
- PCT = percentuale di vittorie, G = partite giocate, V = partite vinte,  P = partite perse, PF = punti fatti, PS = punti subiti

#### North
| Pos. | Squadra                 | PCT   | G | V | N | P | PF  | PS  |
| ---- | ----------------------- | ----- | - | - | - | - | --- | --- |
| 1    | Leeds Carnegie Chargers | 1.000 | 8 | 8 | 0 | 0 | 309 | 90  |
| 2    | Manchester Titans       | .375  | 8 | 3 | 0 | 5 | 150 | 206 |
| 3    | Teesside Steelers       | .375  | 8 | 3 | 0 | 5 | 114 | 184 |
| 4    | Cheshire Bears          | .250  | 8 | 2 | 0 | 6 | 93  | 186 |

#### South
| Pos. | Squadra                | PCT   | G | V | N | P | PF  | PS  |
| ---- | ---------------------- | ----- | - | - | - | - | --- | --- |
| 1    | Birmingham Lions       | 1.000 | 8 | 8 | 0 | 0 | 300 | 53  |
| 2    | London Warriors        | .750  | 8 | 6 | 0 | 2 | 290 | 93  |
| 3    | Kent Exiles            | .375  | 8 | 3 | 0 | 5 | 104 | 249 |
| 4    | Wembley Stallions      | .250  | 8 | 2 | 0 | 6 | 77  | 135 |
| 5    | Hertfordshire Cheetahs | .125  | 8 | 1 | 0 | 7 | 36  | 277 |

## Playoff

### Tabellone
|  | Semifinali | Semifinali              | Semifinali |                 |    | X Britbowl       | X Britbowl              | X Britbowl      |  |
|  |            |                         |            |                 |    |                  |                         |                 |  |
|  | 1S         | Birmingham Lions        | 52         |                 |    |                  |                         |                 |  |
|  | 1S         | Birmingham Lions        | 52         |                 |    |                  |                         |                 |  |
|  | 4N         | Cheshire Bears          | 0          |                 |    |                  |                         |                 |  |
|  | 4N         | Cheshire Bears          | 0          |                 | 1S | Birmingham Lions | 14                      |                 |  |
|  |            |                         |            |                 | 1S | Birmingham Lions | 14                      |                 |  |
|  |            |                         | 4S         | London Warriors | 33 |                  |                         |                 |  |
|  | 1N         | Leeds Carnegie Chargers | 4S         | London Warriors | 33 | 20               |                         |                 |  |
|  | 1N         | Leeds Carnegie Chargers |            |                 |    | 20               |                         |                 |  |
|  | 4S         | London Warriors         | 56         |                 |    | Finale 3º posto  | Finale 3º posto         | Finale 3º posto |  |
|  | 4S         | London Warriors         | 56         |                 |    |                  |                         |                 |  |
|  |            |                         |            |                 |    |                  |                         |                 |  |
|  |            |                         |            |                 |    | 4N               | Cheshire Bears          | 2               |  |
|  |            |                         |            |                 |    | 4N               | Cheshire Bears          | 2               |  |
|  |            |                         |            |                 |    | 1N               | Leeds Carnegie Chargers | 52              |  |

### Semifinali
| Upton-by-Chester 17 settembre 2022, ore 11:30 | Birmingham Lions | 52 – 0 | Cheshire Bears | The Cheshire County Sports Club |

| Upton-by-Chester 17 settembre 2022, ore 11:30 | Leeds Carnegie Chargers | 20 – 56 | London Warriors | The Cheshire County Sports Club |

### Finale 3º - 4º posto
| Upton-by-Chester 17 settembre 2022, ore 13:30 | Cheshire Bears | 2 – 52 | Leeds Carnegie Chargers | The Cheshire County Sports Club |

### X Britbowl
| Upton-by-Chester 17 settembre 2022, ore 15:30 | Birmingham Lions | 14 – 33 | London Warriors | The Cheshire County Sports Club |

## Verdetti
- London Warriors Campionesse della Gran Bretagna 2022